# Donje Raštane
Donje Raštane est un village de la municipalité de Sveti Filip i Jakov (Comitat de Zadar) en Croatie. Au recensement de 2011, le village comptait 499 habitants.